# Украинцы в Испании
Украинцы в Испании (укр. Українці в Іспанії, исп. Ucranianos en España) — национальное сообщество в Испании, является двенадцатым по размеру среди всех групп иммигрантов и третьим — среди народов Восточной Европы.

## Первые переселенцы
Первые украинские переселенцы в Испании появились после окончания Второй мировой войны. Преимущественно это были политические эмигранты. В течение короткого времени они полностью ассимилировались.

## История современной иммиграции
Масштабная иммиграция украинцев началась в 90-х годах XX века. В большинстве украинцы прибывали по туристической визе и оставались в стране нелегально. Примерно 70% мигрантов приезжало из Западной Украины. В течение нескольких лет количество украинцев в стране резко возрастало и правительство Испании в 2000 году инициировало кампанию легализации. Планировалось, что официальный статус получат 80-100 тысяч украинцев, однако в 2000 году было подано 224 тысячи заявлений о легализации, а по состоянию на 2001 год — 339 тысяч, из которых 158 тысяч заявлений были приняты к рассмотрению.
Согласно данным 2009 года в Испании проживало 48 000 официальных иммигрантов украинского происхождения и около 150 000 нелегалов. По данным 2010 года число легальных мигрантов-украинцев достигло 83 000 человек. Наибольшее число украинцев сконцентрировано в крупных городах — Мадриде (20 319 человек), Малаге (8069 человек), Аликанте (6514 человек), Барселоне (6345 человек), Валенсии (6166 человек) и Мурсии (5761 человек). Остальные равномерно рассеяны по всей территории страны — в городах, посёлках городского типа и сёлах.
С начала войны в Испанию прибыли около 125 тысяч украинских беженцев. Правительство анонсировало помощь в размере 400 евро начиная с июля 2022 г. для тех, кто оказался за пределами системы приема беженцев (Euronews). На 30.04.2024 количество украинских беженцев, спасающихся от военной агрессии России в Украине в Испании, составило 206 тысяч 